# 挪威國家酒局
挪威國家酒局（挪威文：Vinmonopolet，符號：Ⓥ ，俗稱：Polet）是挪威政府掌管酒精飲料零售的組織，為挪威唯一可以出售酒精含量在4.75%以上的酒精飲料的公司。
挪威國家酒局是挪威政府限制公民酒精消費的重要組織，并通過提高成本和有限享用來達成其目的。其主要目標是通過分配酒精產品來限制私人從酒精工業中獲得利益，防止銷售酒精產品給未成年人和嗜酒成癮者。
其批發商店位於全國各個城市與鄉村地區，停業時間早於其他商店，在工作日為下午6點，週六為下午3點。2007年，挪威國家酒局售出了71,100,000升酒精產品。

## 建立
挪威國家酒局始建於1922年，當時便是一個國營企業，其成立是與葡萄酒出口商們（主要是法國的）協商的結果。所有挪威的酒精銷售都需要通過這家公司來執行。
1939年，挪威財政部和後來的挪威健康和保健服務部買下該公司的全部產權，使其成為一家股份公司。
1996年，該公司的進口和生產活動全部停止，原因是歐洲自由貿易聯盟法院認為其壟斷行為違反了歐洲經濟區協議。於是該公司將其烈酒的進出口和分配活動分離出來，轉交給了新成立的艾庫斯公司，而挪威國家酒局只負責零售業方面。

## 與消費者的關係
一項1990年代中期的調查顯示，大多數挪威人都支持取消其壟斷權，而允許私人銷售葡萄酒。自1996年重組以來，其顧客滿意度大幅上升，其行政總裁凱·G·亨里克森說：
|  | 取消進口禁令是命運的一個巧妙安排。現在我們有210個進口商互相競爭以得到最合理的價格... |

2008年BI挪威商學院的一項調查顯示，該公司的顧客滿意度為81.5%，全挪威排名第四，隨後在次年升到了88%。但是有質疑的聲音稱該公司雇傭的人也參加了這項調查。
挪威葡萄酒大師阿納·倫納德指出現在的挪威國家酒局雖然在一些地區可以為顧客提供多種選擇，但在另外一些地區卻不能，而且雖然一些昂貴的酒在這裡會更便宜，但是這不過是一個副作用，“對普通消費者沒有任何好處”。
在挪威拍賣酒一度是非法的，2011年8月，挪威議會改變了這項法律，新法在2012年1月1日正式生效。這使得2008年12月挪威國家酒局計劃建立的二手葡萄酒拍賣系統得以實現，不過挪威國家酒局不會從中獲得任何利益。
挪威國家酒局提供超過12,000種產品，而相應的在2009年，瑞典酒類專賣局只有9,000種，芬蘭的Alko只有大約3,000種，英國的維特羅斯只有大約1,500種。

## 特種商號

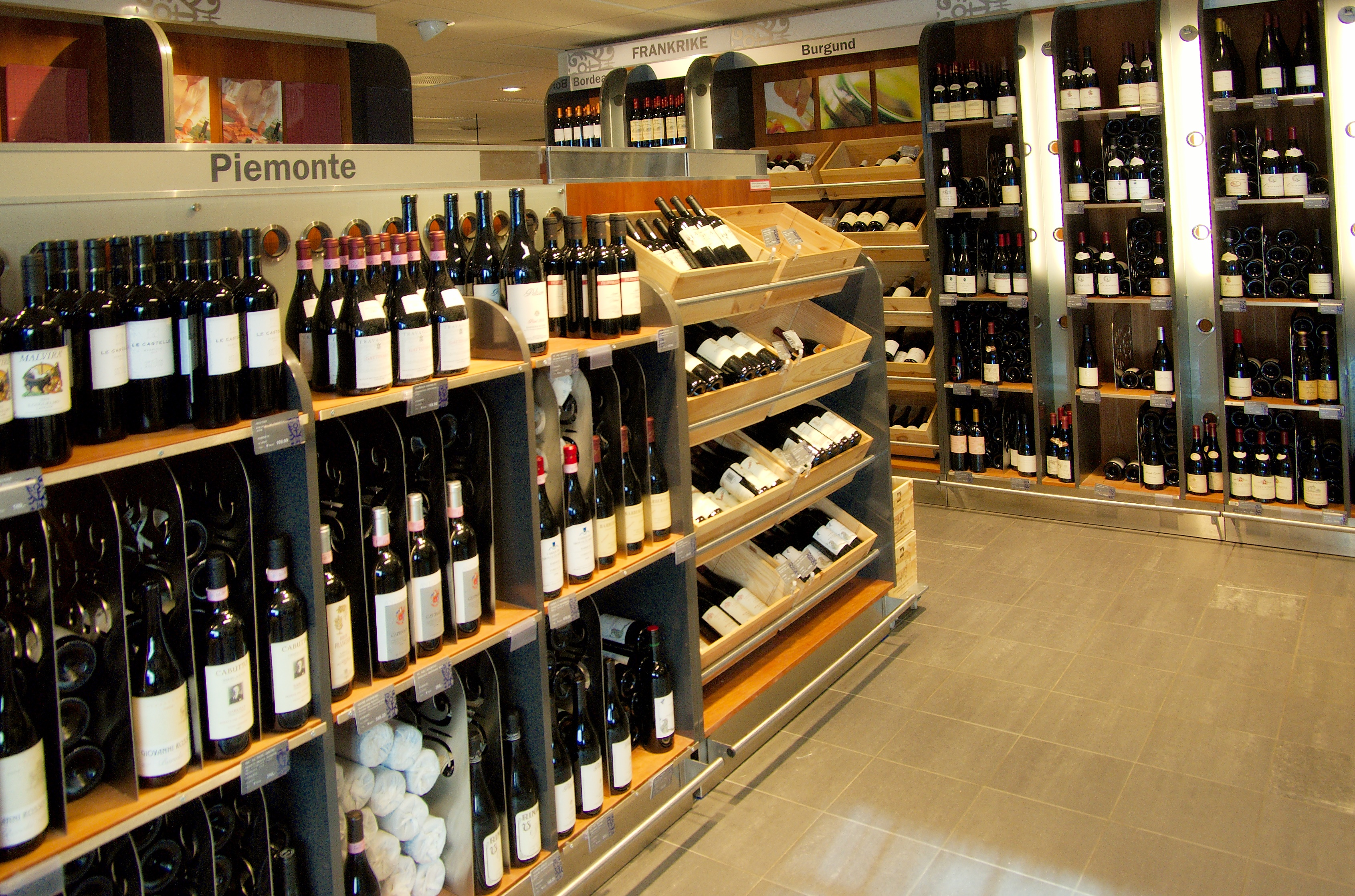
特種商號Briskeby內部

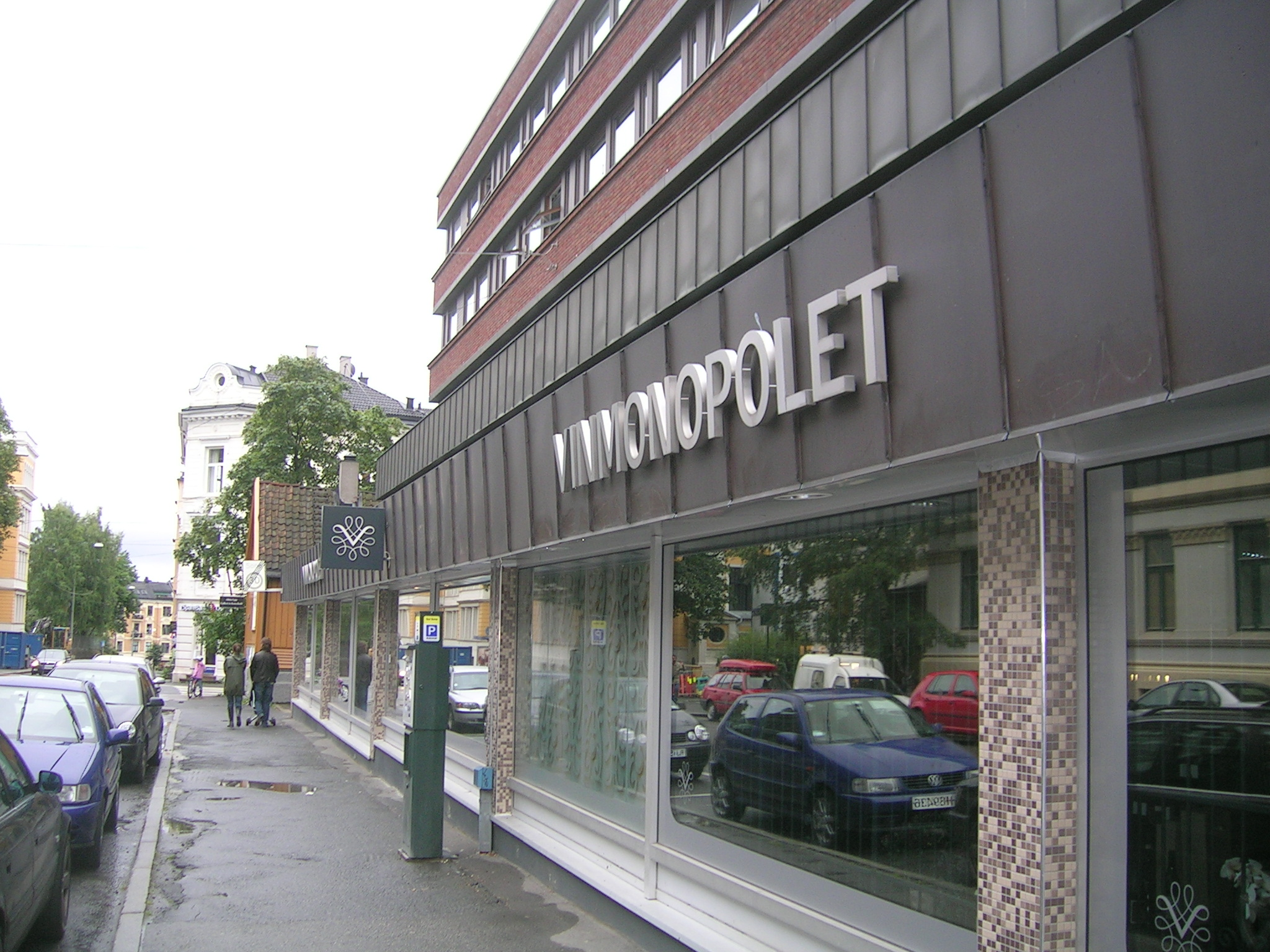
Briskeby外觀

兩家挪威國家酒局的零批發商店有“特種商號”（special shop）的頭銜，分別是Vika（以前的Briskeby，位於奧斯陸）和Valkendorfsgaten（位於卑爾根）。這兩家店在每月（除去7月）的第一個星期四都會發佈新產品，國家酒局會擔保這些酒的產地，殘次品在購買後5年內都可以退換。
這些特殊版本的葡萄酒的數量是非常有限的，而且價格也比世界市場低得多。

## 受賄案
1930年的Dysthe案（Dysthesaken）暴漏了挪威國家酒局商品收購程序的不完善，隨後酒局對此做了相應的調整，當時的領導層被指控混淆公司與私人利益。這一事件影響了1931年葡萄酒壟斷法（Vinmonopolloven）的頒佈。
2005年的Ekjord案（Ekjordsaken）是挪威國家酒局發生的另一項受賄案，調查指出進口公司Ekjord A/S一直通過為酒局高層安排豪華宴席、住處及送禮來進行賄賂。後來酒局高層的數人承認確實有上述的一些行為。2006年，酒局前任CEOKnut Grøholt因此辭去職務，8月凱·G·亨里克森繼任。

## Vinbladet
1988年，挪威國家酒局刊發了《Vinbladet》（意為“葡萄酒雜誌”或者“葡萄葉”）雜誌，并免費發放給顧客。這個名字之前曾經作為公司內部刊物名使用了60年整。